# British Rail 87 sorozat
A British Rail 86 sorozat egy angol Bo'Bo' tengelyelrendezésű 25 kV 50 Hz AC áramrendszerű villamosmozdony-sorozat. A 36 db mozdonyt 1973 és 1975 között gyártotta a BREL Crewe Works.

## Érdekességek
A mozdony szerepel a Transport Tycoon Deluxe nevű játékprogramban is, mint SH "40".